# شوكت كايفي
شوكت كايفي (21 تشرين الأول 1928 - 22 تشرين الثاني 2019)  ، والتي تُعرف أيضًا باسم شوكت عزمي ، كانت ممثلة مسرحية وأفلام هندية. وكان زوجها شاعر الأردية وكاتب الأغاني السينمائي، كايفي عزمي . كانت هي وزوجها من القياديين المرموقين في جمعية المسرح الشعبي الهندي (IPTA) وحركة الكتاب التقدميين (IWA) ، والتي كانت تعتبر المنابر الثقافية للحزب الشيوعي في الهند .

## سيرة شخصية
ولدت شوكت كايفي في عائلة شيعية من المهاجرين من ولاية أوتار براديش في ولاية حيدر أباد . نشأت في أورانجاباد ، الهند . تزوجت في سن مبكرة من شاعر الأردية كايفي عزمي . ولقد رزقا بولدين، صبي وفتاة. ابنهما بابا عزمي هو مصور سينمائي ومصور سينمائي شهير. وهو متزوج من تانفي عزمي ، وهي هندوسية بالولادة وابنة أوشا كيران ، ممثلة مشهورة في الأمس. وابنة شوكت وكايفي، شبانة عزمي ( مواليد 1950) ، ممثلة للسينما الهندية، متزوجة من شاعر وكاتب أغاني أفلام شهير جاويد أختار .
عانى كلًا من شوكت وكايفي، واللذان استقرا في مومباي بعد الزواج مباشرة، من الكثير من التقلبات في الحياة معًا. وقد كان كايفي عضواً ملتزماً بشكل كبير في الحزب الشيوعي، لدرجة أن بطاقة عضوية حزبه دُفنت معه بعد وفاته.
لقد عمل طوال حياته لصالح جمعية مسرح الشعب الهندي (IPTA) وحركة الكتاب التقدميين (PWA) ، ولعدة سنوات بعد زفافهما، كان دخله هو الراتب الضئيل من الحزب. لسنوات عديدة، عاش الزوجان مع طفليهما في سكن يوفره الحزب الشيوعي الهندي ، والذي كان غرفة نوم واحدة في شقة مشتركة مع ثلاث عائلات أخرى. نظرًا لأن جميع العائلات الأخرى كانت شيوعية وتشارك في العمل المسرحي والسينمائي، فقد أصبحت شوكت مهتمة ومتحمسة للمسرح بشكل كبير. وقد كان المال حافزًا آخر لها للعمل، وأصبح الوضع المادي مشكلة كبيرة لكلا الزوجين بعد أن بدأ طفلاهما في الذهاب إلى المدرسة.
| عام  | فيلم                         | وظيفة                  |
| ---- | ---------------------------- | ---------------------- |
| 2002 | Saathiya                     | بوا                    |
| 1988 | سلام بومباي!                 | صاحب بيت الدعارة       |
| 1986 | الجماعة ( انجمان )           |                        |
| 1984 | لوري                         |                        |
| 1982 | بازار                        | هاجان بي               |
| 1981 | امراو جان                    | خانوم جان              |
| 1977 | Dhoop Chhaon                 | زوجة النقاد            |
| 1974 | Faslah                       | بارفاتي س. شاندرا      |
| 1974 | الرياح الحارقة ( جارام هوا ) | جميلة، زوجة سليم ميرزا |
| 1974 | جرم اور سزاع                 | والدة راجيش            |
| 1974 | ووه مين ناهين                |                        |
| 1973 | ناينا                        | عمة شاشي كابور         |
| 1970 | هير رانجا                    |                        |
| 1964 | Haqeeqat                     |                        |

## روابط خارجية
- شوكت كايفي على موقع IMDb (الإنجليزية)
- شوكت كايفي على موقع قاعدة بيانات الفيلم (الإنجليزية)